# La Fragua, Guanajuato
La Fragua är en ort i Mexiko.   Den ligger i kommunen San José Iturbide och delstaten Guanajuato, i den centrala delen av landet, 230 km nordväst om huvudstaden Mexico City. La Fragua ligger 2 059 meter över havet och antalet invånare är 302.
Terrängen runt La Fragua är platt åt nordost, men åt sydväst är den kuperad. Runt La Fragua är det ganska tätbefolkat, med 124 invånare per kvadratkilometer. Närmaste större samhälle är San José Iturbide, 9,8 km sydost om La Fragua. Trakten runt La Fragua består i huvudsak av gräsmarker.